# Matlock
Matlock es la capital del condado de Derbyshire en Inglaterra, Reino Unido. Está situada al suroeste del parque nacional del Distrito de los Picos. El pueblo es famoso por tener el Matlock Bath, uno de los centros turísticos más visitados de la zona. La población de Matlock junto con toda su zona urbana (Hackney, Tansley y otros pueblos) es de 20 000 personas.

## Historia
Originalmente, fue formada como un balneario a las orillas del río Derwent. Una pequeña serie de villas asentadas en la zona, descubrieron las fuentes de aguas termales, que ahora, son una de las más populares del Reino Unido. La población creció rápidamente en la década de 1800, en gran parte debido a las plantas hidroeléctricas que se estaban construyendo, en un momento hubo una veintena de centrales hidroeléctricas, la mayoría en Matlock Bank. La más grande fue construida en 1853 por John Smedley. Esta se cerró en 1955, y re inauguró en 1956. Desde entonces, Matlock ha prosperado en tanto de la industria de la hidroterapia como en los molinos construidos en el río y en la afluente Bentley Brook. Matlock es también la sede del Consejo del Distrito de Derbyshire Dales.